# Codex Tchacos

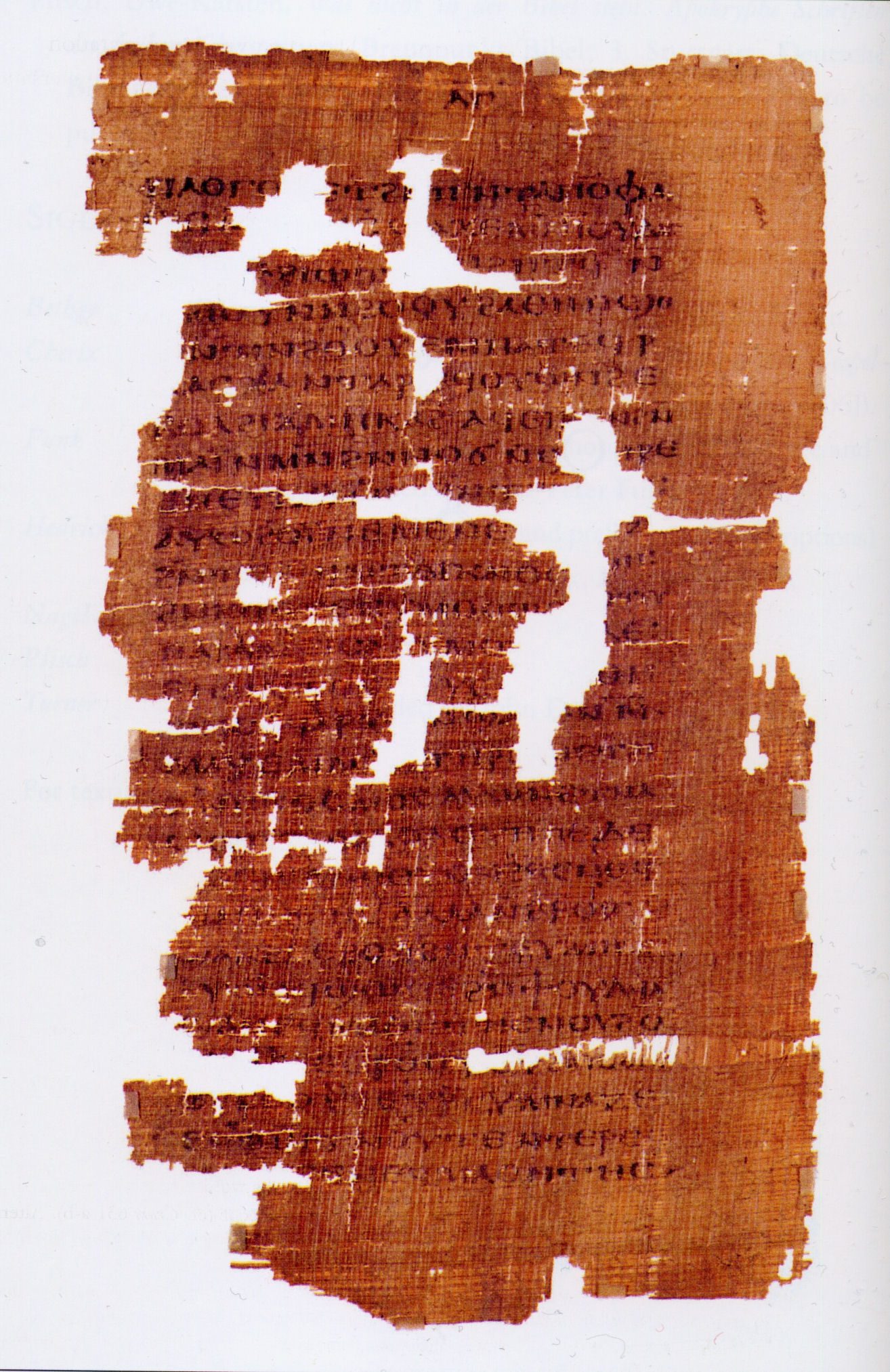
Pagina 33 del Codex Tchacos, con l'inizio del Vangelo di Giuda.

Il Codex Tchacos è un antico codice papiraceo in lingua copta del II secolo, contenente alcuni testi cristiani gnostici:
- il Vangelo di Giuda,
- la Prima apocalisse di Giacomo,
- la Lettera di Pietro a Filippo e
- un frammento dell'Allogeno, differente dall'omonima opera ritrovata a Nag Hammadi.

Il Codex Tchacos è importante in quanto contiene l'unica copia nota del Vangelo di Giuda, un testo perduto per diciassette secoli.

## Il codice
Il codice fu trovato nei pressi di Minya, in Egitto, durante gli anni 1970; fu successivamente conservato con diverse modalità non ortodosse da persone che avevano scarsa esperienza con i reperti archeologici: uno dei proprietari lo conservò in una cassetta di sicurezza, mentre un altro lo congelò, causando un processo di decadimento irreversibile ai fogli di papiro. A partire dagli anni '80 iniziarono a circolare voci sull'esistenza di questo codice in campo accademico, in quanto degli intermediari iniziarono a far circolare porzioni di testo e fotografie per cercare di vendere il manoscritto. Nel 2001 il proprietario del codice, Frieda Nussberger-Tchacos (il manoscritto prende il nome da suo padre, Dimaratos Tchacos), decise di trasferirlo alla Maecenas Foundation for Ancient Art di Basilea, anche in considerazione del deterioramento del manoscritto. Una dozzina circa di pagine del manoscritto originale, brevemente analizzate da studiosi negli anni '70, furono rimosse nel frattempo dal codice: si ritiene che siano state vendute separatamente.
Successivamente il codice passò alla National Geographic Society, che ne curò l'edizione, con traduzione e note, pubblicata nell'aprile del 2006; parallelamente la Society produsse anche un documentario televisivo di due ore, The Gospel of Judas, trasmesso sul National Geographic Channel il 9 aprile di quell'anno, mentre un numero speciale della rivista della Society fu dedicato interamente al Vangelo di Giuda. Alla fine del 2007 National Geographic pubblicò un'edizione critica del codice, comprendente fotografie a colori di dimensioni quasi identiche a quelle del codice, una trascrizione rivista del testo in lingua copta e una traduzione completa.
April DeConick, Isla Carroll e Percy E. Turner Professor di Studi biblici al Dipartimento di studi religiosi della Rice University, ha pubblicato un libro, The Thirteenth Apostle:  What the Gospel of Judas Really Says ("Il tredicesimo apostolo: ciò che il Vangelo di Giuda dice realmente"), in cui mette in discussione sia la gestione del codice da parte della National Geographic che la correttezza della sua traduzione da parte della stessa. In particolare DeConick ha affermato che l'accesso al manoscritto fu negato dalla National Geographic a molti studiosi competenti, mentre a quelli ai quali fu concesso furono imposti vincoli che impedirono loro di lavorare correttamente; inoltre ha fatto notare che la prima traduzione del codice ometteva un "non", ribaltando il significato del testo.